# Pinnow (släkt)
Pinnow var en tysk släkt som med någon generation levde i Sverige, bland annat som borgmästare i Stockholm
Redan 1378 beseglar Tideke Pinnow ett brev tillsammans med Magnus Trottesson, Johan Trottesson, Lars Björnsson och Kort Görtz.
Arent Pinnow, nämnd 1422,  1428, var väpnare och gift med Elin Andersdotter (Årbyätten). Hans döttrar var Birgitta Arentsdotter Pinnow, gift med Karl Magnusson (Eka), och Dorotea Arentsdotter (Pinnow), möjligen gift med Johan von Bülow.
Henning Pinnow, borgmästare i Stockholm nämnd 1467, 1470 , 1473 nämnd som f.d. borgmästare, säljer sitt stenhus i staden till Helga lekamens gille